# Horní Pertoltice
Horní Pertoltice jsou vesnice, část obce Pertoltice v okrese Liberec. Nachází se ve východní části Pertoltic. Horní Pertoltice jsou také název katastrálního území o rozloze 3,35 km².

## Historie
První písemná zmínka o vesnici pochází z roku 1388.

## Galerie

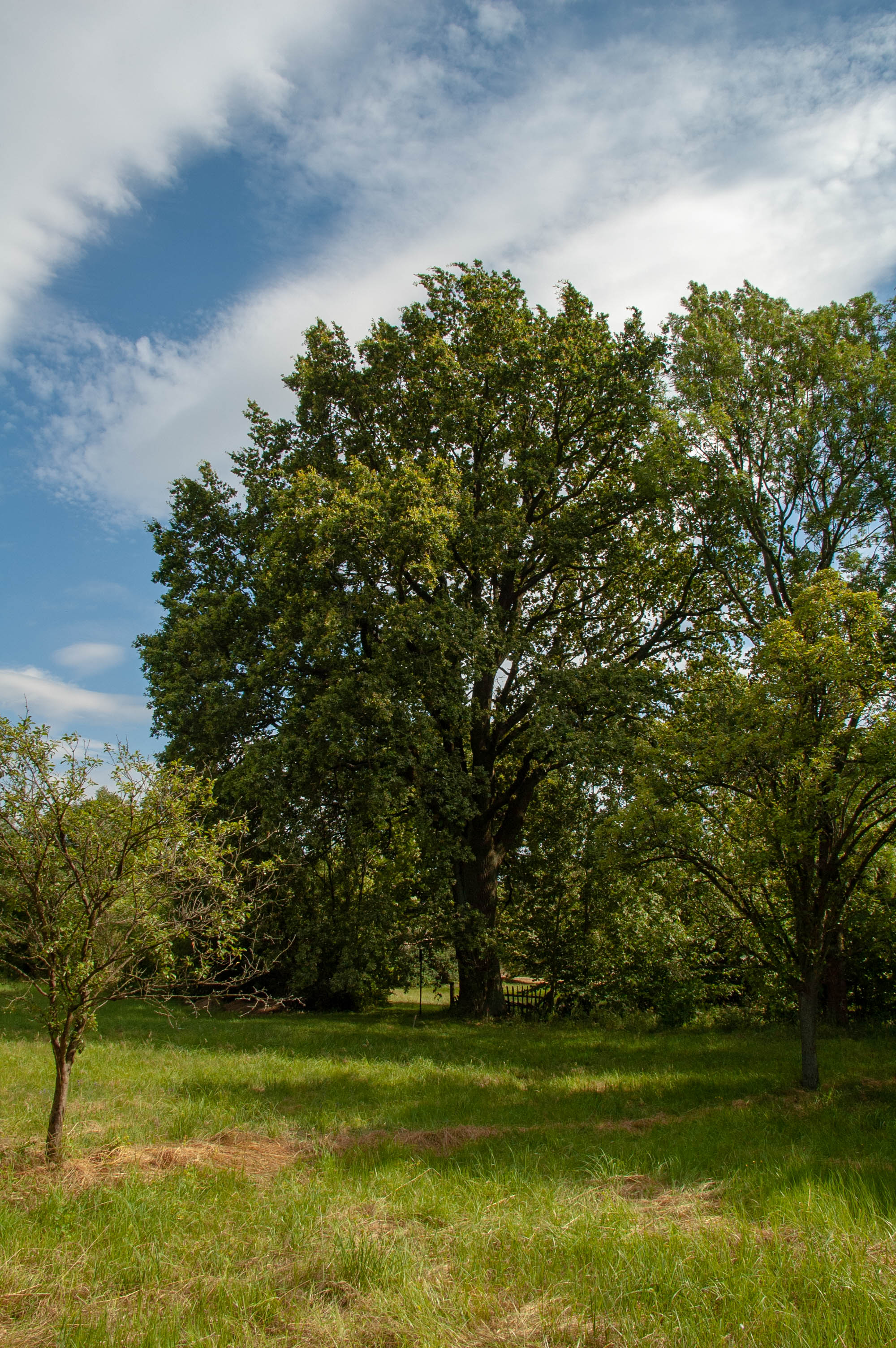
Památný strom Vlastníkův dub
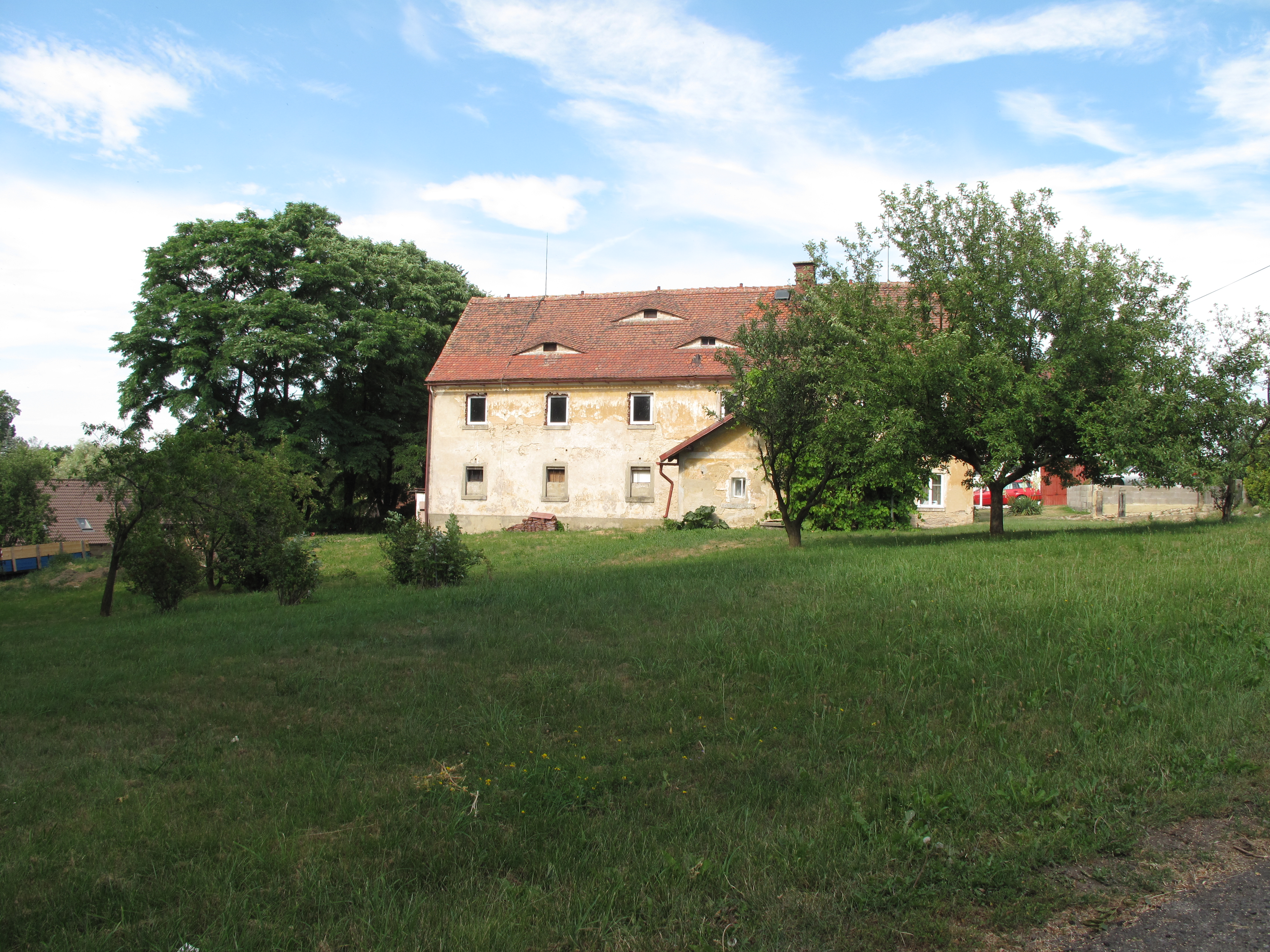
Stavení
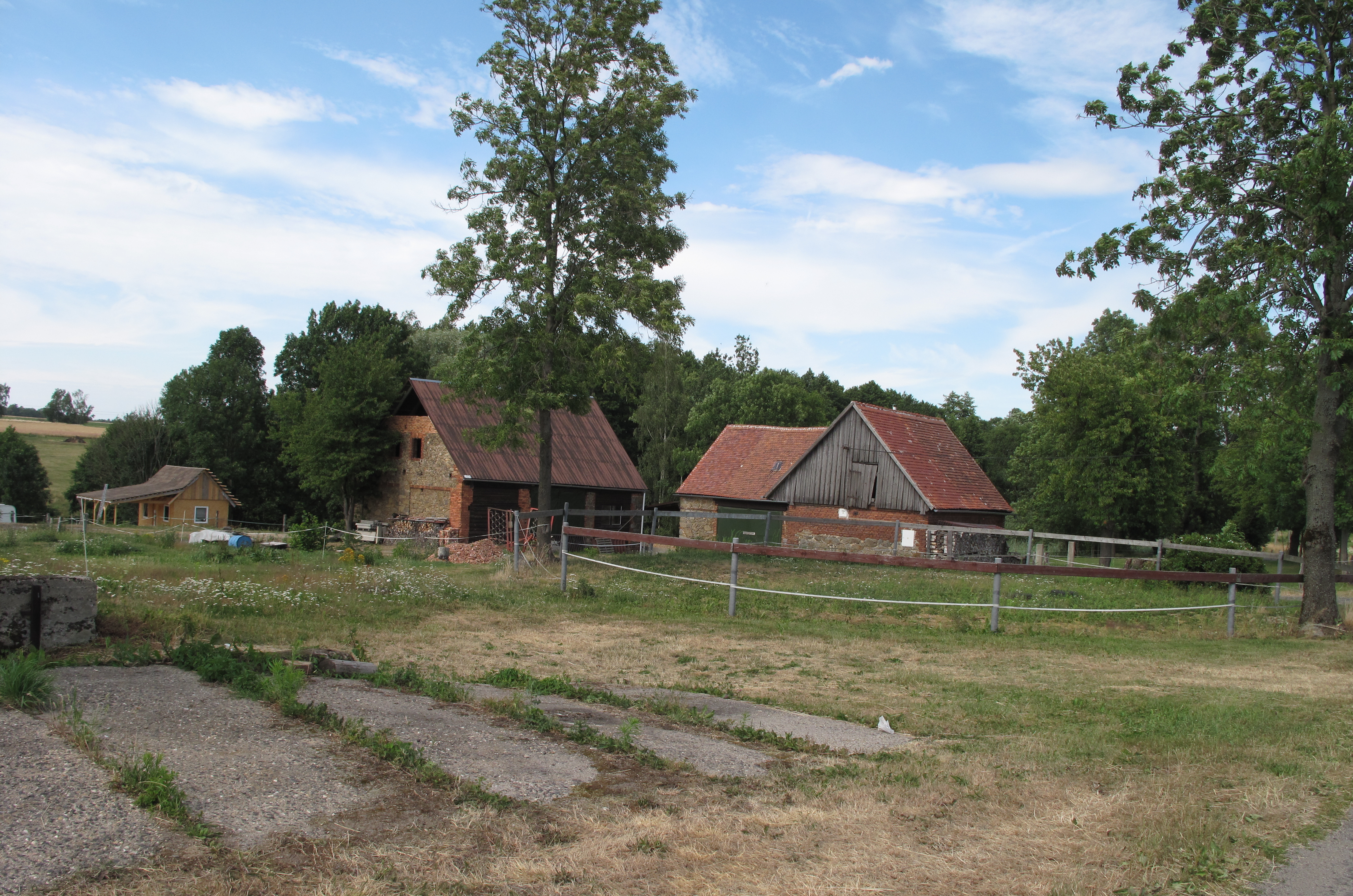
Hospodářské budovy
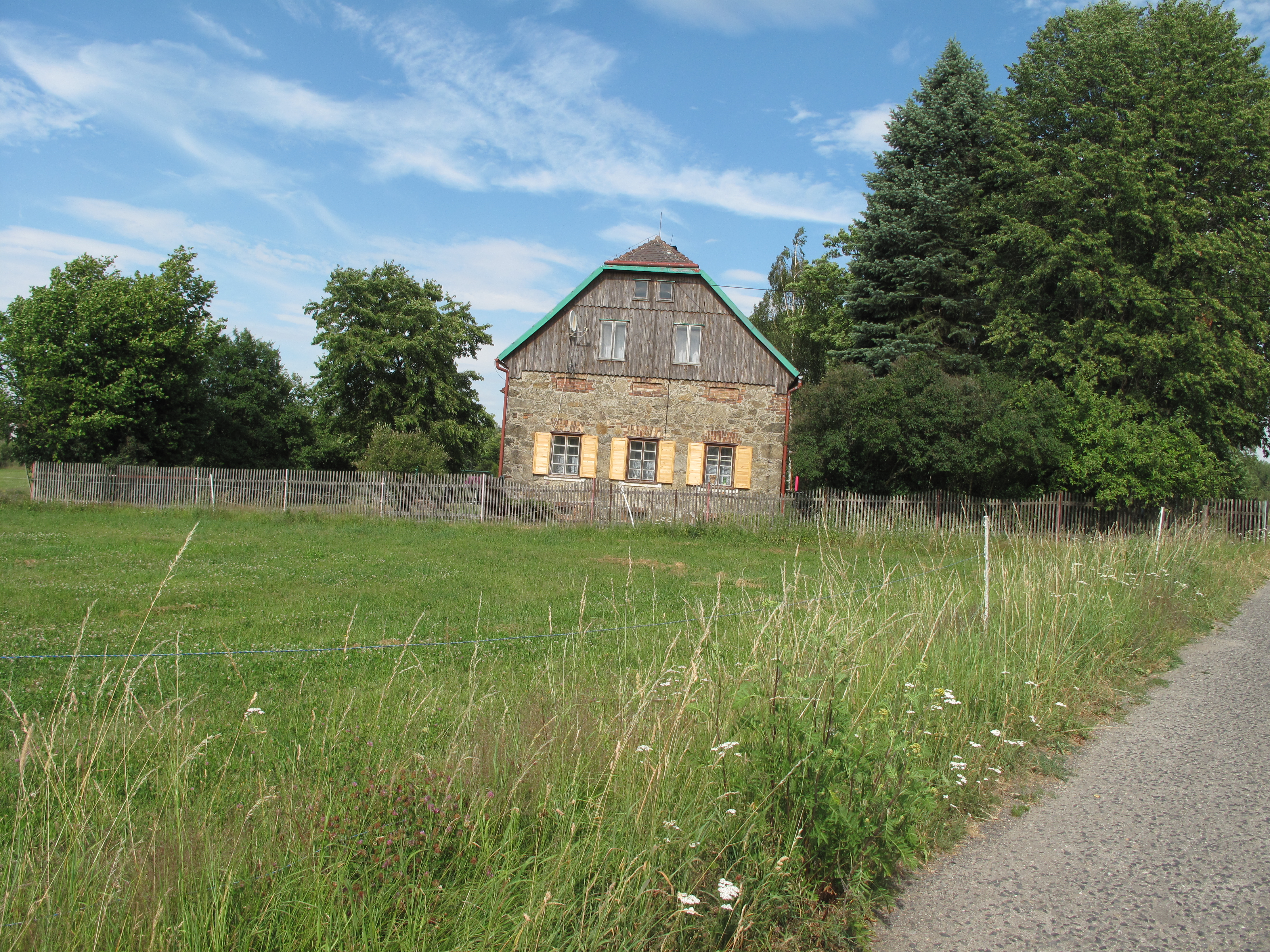
Kamenná stavba
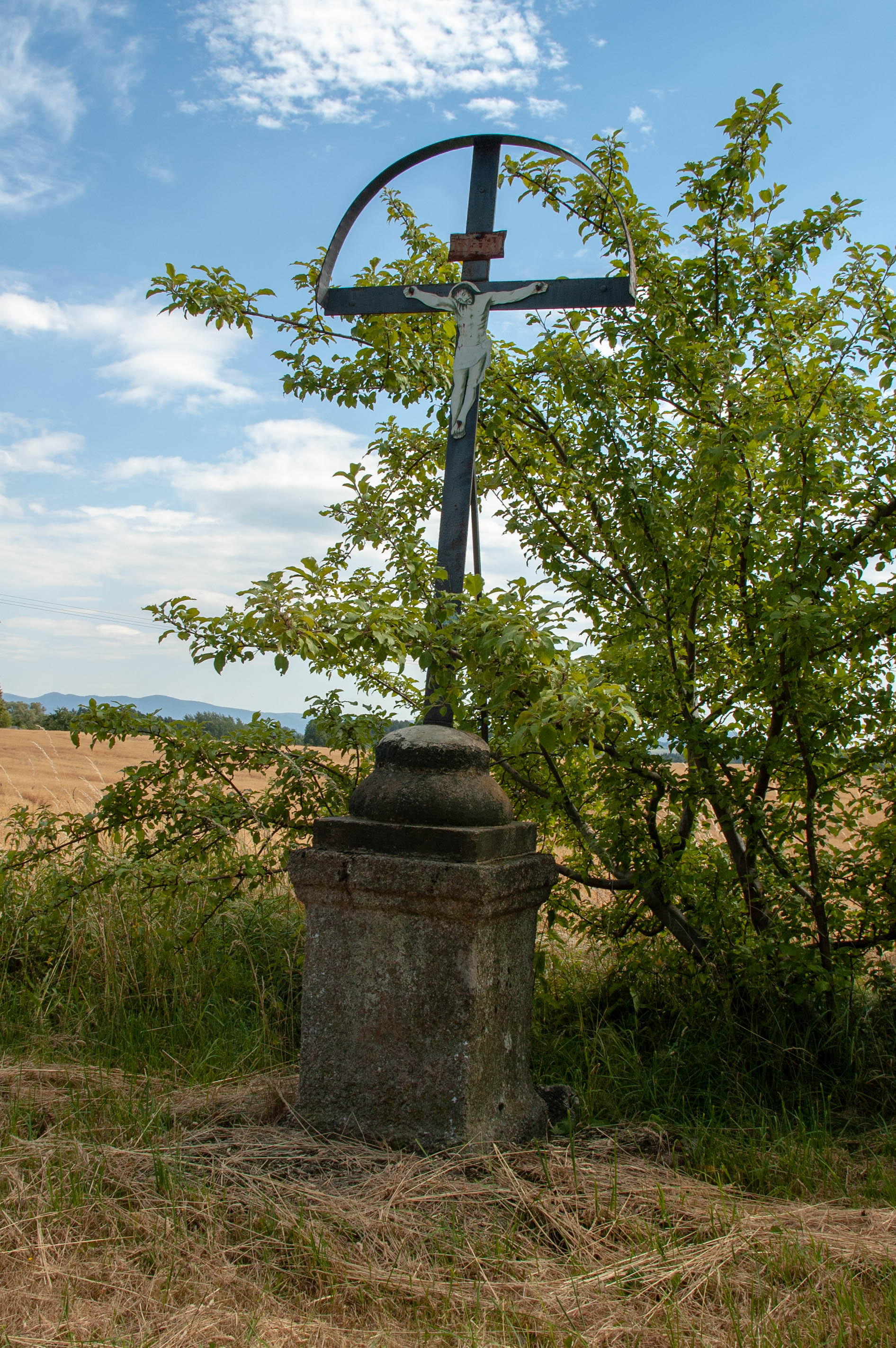
Kříž u cesty